# گوجه خوشه‌ای
گوجه خوشه‌ای (نام علمی:  Prunus padus) یا گیلاس پرندگان (به انگلیسی: Bird Cherry) یا (به انگلیسی: Hackberry) یکی از گونه‌های زیرسردهٔ پادوس است. یکی از انواع ساکورای خودرو نیز به شمار می‌رود. در شمال اروپا و آسیا و در کشورهای نروژ، سوئد، فنلاند، روسیه یافت می‌شود. یک درخت برگریز است و طول درخت بین ۸ تا ۱۶ متر است.
در ژاپن این درخت (به ژاپنی: エゾノウワミズザクラ Ezuno-uwamizu-zakura) نامیده می‌شود. پرونوس پادوس به دو زیر گونه تقسیم می‌شود.
- European Bird Cherry Prunus padus var. padus. اروپا و غرب آسیا.
- Asian Bird Cherry Prunus padus var. commutata. شرق آسیا.